# Хенг Самрин
Хенг Самрин (кхмер. ហេង សំរិន; род. 25 мая 1934, Прейвэнг) — камбоджийский коммунистический политический и государственный деятель, в 1980-х годах — глава Народной Республики Кампучия (НРК). Участник камбоджийской гражданской войны на стороне Красных кхмеров. Порвал с полпотовским режимом, поддержал вьетнамскую интервенцию. В 1979—1981 годах — председатель Народно-революционного совета НРК, в 1981—1992 годах — председатель Государственного совета НРК, в 1981—1991 годах — генеральный секретарь Народно-революционной партии Кампучии. Придерживался провьетнамской и просоветской позиции в кампучийском конфликте 1980-х годов. После завершения вооружённого конфликта занял церемониальный пост почётного председателя партии. С 21 марта 2006 по 22 августа 2023 года — председатель Национальной ассамблеи Камбоджи.

## В антиколониальном движении
Родился в крестьянской семье. Официальные биографии утверждают, будто семья Хенг Самрина относилась к крестьянской бедноте. Однако, по иным источникам, семья принадлежала к зажиточным и занималась торговлей.
С начала 1950-х Хенг Самрин участвовал в антиколониальном движении. В 1953 году примкнул к Кхмерской народно-революционной партии, выделившейся в 1951 году из Коммунистической партии Индокитая. После провозглашения независимости Камбоджи в 1953 году проходил военную и политико-идеологическую подготовку в Ханое.

## Командир «Красных кхмеров»
Вернулся в Камбоджу в 1956 году. Был военно-политическим функционером движения Красные кхмеры. Во время гражданской войны командовал батальоном (с 1959 года), затем полком Революционной армии Кампучии. Действовал в т. н. «Восточной зоне», близ границы с Вьетнамом. Участвовал в боях и стратегических операциях, но оставался в среднем звене командования.
В отличие от Пол Пота и его сторонников, исповедовавших радикальную версию маоизма, Хенг Самрин в большей степени ориентировался на вьетнамскую и советскую версию коммунизма. Однако явных политических разногласий с полпотовцами он в то время не высказывал.
17 апреля 1975 года, разгромив войска главы страны маршала Лон Нола, «Красные кхмеры» вступили в Пномпень. Установился режим Демократической Кампучии, вскоре развязавший террор и геноцид. Хенг Самрин был назначен политическим комиссаром Восточной военной зоны страны, в 1976 году — командиром 4-й пехотной дивизии, затем заместителем начальника штаба Восточной военной зоны и членом её парткома. Вскоре ему было присвоено звание генерала.
Заметной политической роли при полпотовском режиме не играл, в терроре непосредственно не участвовал (во всяком случае, такие свидетельства отсутствуют). В то же время он, как военный командир в приграничной зоне, участвовал в атаках полпотовской армии на Вьетнам.
Со второй половины 1977 года полпотовская верхушка начала чистку партийно-государственного аппарата и военного командования. Функционеры «Восточной зоны» — тем более известные, как Хенг Самрин, давними вьетнамскими связями — находились под особым подозрением. В мае 1978 года командующий Восточной зоной Со Пхим и Хенг Самрин, не дожидаясь собственного ареста и казни, попытались поднять упреждающее вооружённое восстание, главной силой которого была дивизия Хенг Самрина. Мятеж был быстро и жестоко подавлен, Со Пхим покончил с собой, Хенг Самрину удалось бежать во Вьетнам.

## Во главе НРК
С момента ухода во Вьетнам начался резкий политический подъём Хенг Самрина. Именно ему, как старшему по званию и должности, было поручено руководство созданным 2 декабря 1978 года Единым фронтом национального спасения Кампучии. Эта организация (практически полностью состоявшая из бывших «красных кхмеров», вынужденных к эмиграции) обратилась к вьетнамскому правительству с просьбой о военной помощи. Воспользовавшись очередным нападением камбоджийских войск в так называемом «районе Клюв попугая», вьетнамские вооружённые силы перешли границу и начали массированную интервенцию. 7 января 1979 года вьетнамские войска вошли в Пномпень. Полпотовская армия во фронтовых столкновениях с вьетнамцами была в целом разгромлена, но сумела перегруппироваться, отступила в труднодоступные районы страны и начала партизанскую войну, которая продлилась больше десяти лет.
8 января страна была переименована в Народную Республику Кампучию (НРК), которую возглавил Народно-революционный совет под его председательством. 4 февраля 1980 года посетил СССР с официальным визитом и заручился полной поддержкой. 2 июля 1981 года возглавил Государственный совет НРК (Пен Сован стал председателем Совета министров, а Чеа Сим — председателем Национального собрания), а в декабре того же года стал генеральным секретарём правящей Народно-революционной партии Кампучии (НРПК).
Стабильное положение Хенг Самрина было обусловлено его безоговорочно провьетнамской позицией и полной поддержкой Ханоя. Пен Сован — предшественник Хенг Самрина во главе НРПК — был отстранён и арестован вьетнамцами из-за своих притязаний на самостоятельность. Сосредоточив в своих руках высшие посты в партии и государстве, Хенг Самрин являлся главой режима НРК. Его ближайшие сподвижники — Чеа Сим, Чан Сы, Хун Сен — занимали подчинённое положение. При этом суверенитет НРК был жёстко ограничен вьетнамским военно-политическим контролем.
Важнейшей задачей властей НРК являлись подавление вооружённого сопротивления объединённой оппозиции — полпотовцев, республиканцев и монархистов, поддерживавшихся Китаем. Необходимо было восстановление систем жизнеобеспечения, полностью разрушенных при Пол Поте. При этом НРПК ставила целью осуществление в Кампучии «социалистических преобразований» по советско-вьетнамской модели — о чём Хенг Самрин подробно говорил на съездах НРПК в 1981 и 1985 годах. В стране установилась однопартийная система, проводился курс на огосударствление экономики (хотя допускалось существование «семейного сектора»).
Были преданы широкой международной огласке преступления полпотовского режима. Создан Народно-революционный трибунал и проведён судебный процесс 15—19 августа 1979 года, на котором Пол Пот и Иенг Сари были заочно приговорены к смертной казни. В 1984 году введён в качестве государственной даты День ненависти 20 мая — причём ненависть адресовалась не только клике Пол Пота—Иенг Сари—Кхиеу Самфана, но и «реакционным группировкам Сианука—Сон Санна», «американским империалистам и китайским экспансионистам».
Во внешней политике НРК под руководством Хенг Самрина присоединилась к социалистическому лагерю. Союз со Вьетнамом, СССР и Лаосом возводился в государственный закон. Международное положение НРК было сложным: камбоджийское место в ООН было сохранено за представителем полпотовского режима (поскольку он был свергнут в результате иностранной интервенции). Большинство стран-членов ООН под воздействием США и КНР продолжали признавать «Демократическую Кампучию». НРК признавалась государствами соцлагеря и развивающимися странами социалистической ориентации. Правление Хенг Самрина было гораздо мягче террористической диктатуры Пол Пота и не сопрягалось с гражданской войной периода Лон Нола. Однако государство НРК являлось однопартийным и регулярно обвинялось в нарушениях прав человека.

## Отход от власти
В начале 1985 года вместо умершего премьер-министра Чан Сы этот пост занял министр иностранных дел НРК Хун Сен. Более молодой и динамичный политик постепенно стал оттеснять от власти своего покровителя Хенг Самрина, полностью ассоциируемого с вьетнамской оккупацией. Это стало особенно очевидным в конце 1980-х, когда встал вопрос о выводе вьетнамских войск.
Упорное вооружённое сопротивление оппозиции, изменения общемировой обстановки вынудили руководство НРК пойти на переговоры о политическом урегулировании. Хенг Самрин участвовал в переговорах, стараясь по возможности урезать функции международных наблюдателей.
В 1989 году вьетнамские войска покинули территорию Кампучии. С 1 мая 1989 года вступили в силу конституционные изменения, НРК была преобразована в Государство Камбоджа. 23 октября 1991 года были подписаны Парижские соглашения о политическом урегулировании. В Камбодже восстанавливалась монархия и прежнее название, на трон возвращался король Нородом Сианук. Устанавливалась многопартийная система, назначались свободные выборы в парламент.
В новых условиях потребовалась смена руководящих кадров. 17 октября 1991 года Хенг Самрин оставил пост генерального секретаря НРПК, переименованной в Народную партию Камбоджи (НПК). 6 апреля 1992 года он ушёл с поста председателя Государственного совета. На обоих постах его сменил Чеа Сим, однако реальная власть сосредоточилась в руках Хун Сена.

## Церемониальный политик
В настоящее время Хенг Самрин является почётным председателем правящей НПК, которой фактически руководит Хун Сен. С 2006 по 2023 год он председательствовал в Национальной ассамблее. В камбоджийской политической системе эти функции носят в основном почётно-церемониальный характер (например, встречи с королём Нородомом Сиамони), как и большинство публичных обращений Хенг Самрина. 7 января 2016 года Хенг Самрин с супругой Сао Ти в очередной раз участвовал в праздновании Дня победы над режимом геноцида (государственный статус даты вступления в Пномпень вьетнамских войск вызывает протесты оппозиции).
Хенг Самрин, Чеа Сим и Хун Сен считаются историческими лидерами НПК, торжественные мероприятия проводятся под их портретами. Хенг Самрин и Хун Сен часто изображаются вдвоём. В 2011 году была издана апологетическая биография Хенг Самрина «Человек из народа».
Однако периодически Хенг Самрин проявляется в активной политике. Так, в ноябре 2015 года он лично подключился к судебному преследованию оппозиционного лидера Сам Рейнгси, вчинив ему иск за пост в Фейсбуке, содержащий критику режима НРК.

## Награды
- Имеет множество наград, в том числе медаль «За заслуги перед государством», Большой крест Королевского ордена Камбоджи и Большой крест Королевского ордена Соватхары.
- Орден «Хосе Марти» (1989, Куба)[14].
- Также награждён Medal of Sena Jayasedh и девятью медалями национальной обороны (три золотых, три серебряных и три бронзовых).